# Ribes dikuscha
Ribes dikuscha är en ripsväxtart som beskrevs av Fisch. och Porphir Kiril Nicolai Stepanowitsch Turczaninow. Ribes dikuscha ingår i släktet ripsar, och familjen ripsväxter. Inga underarter finns listade i Catalogue of Life.

## Bildgalleri

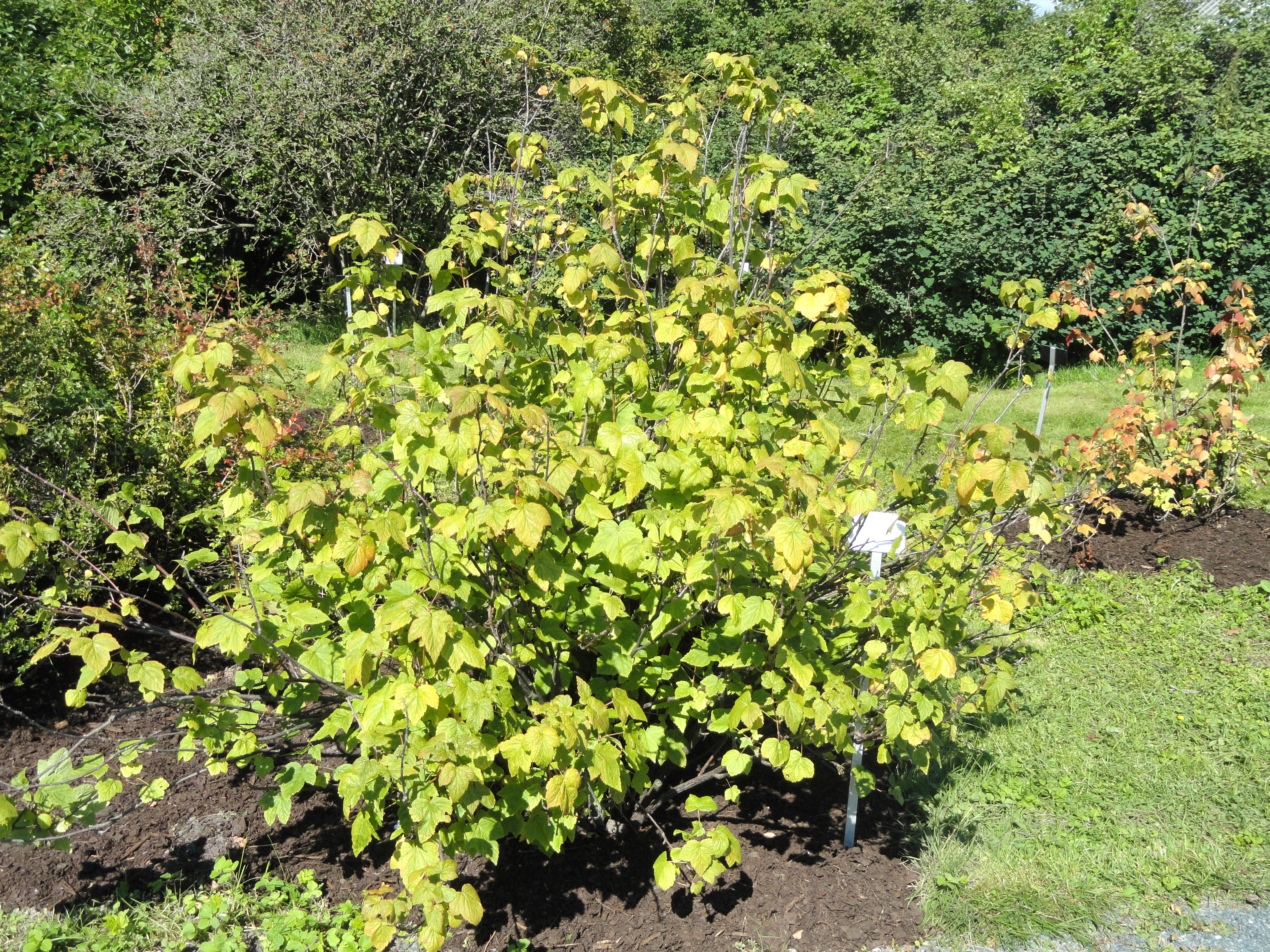
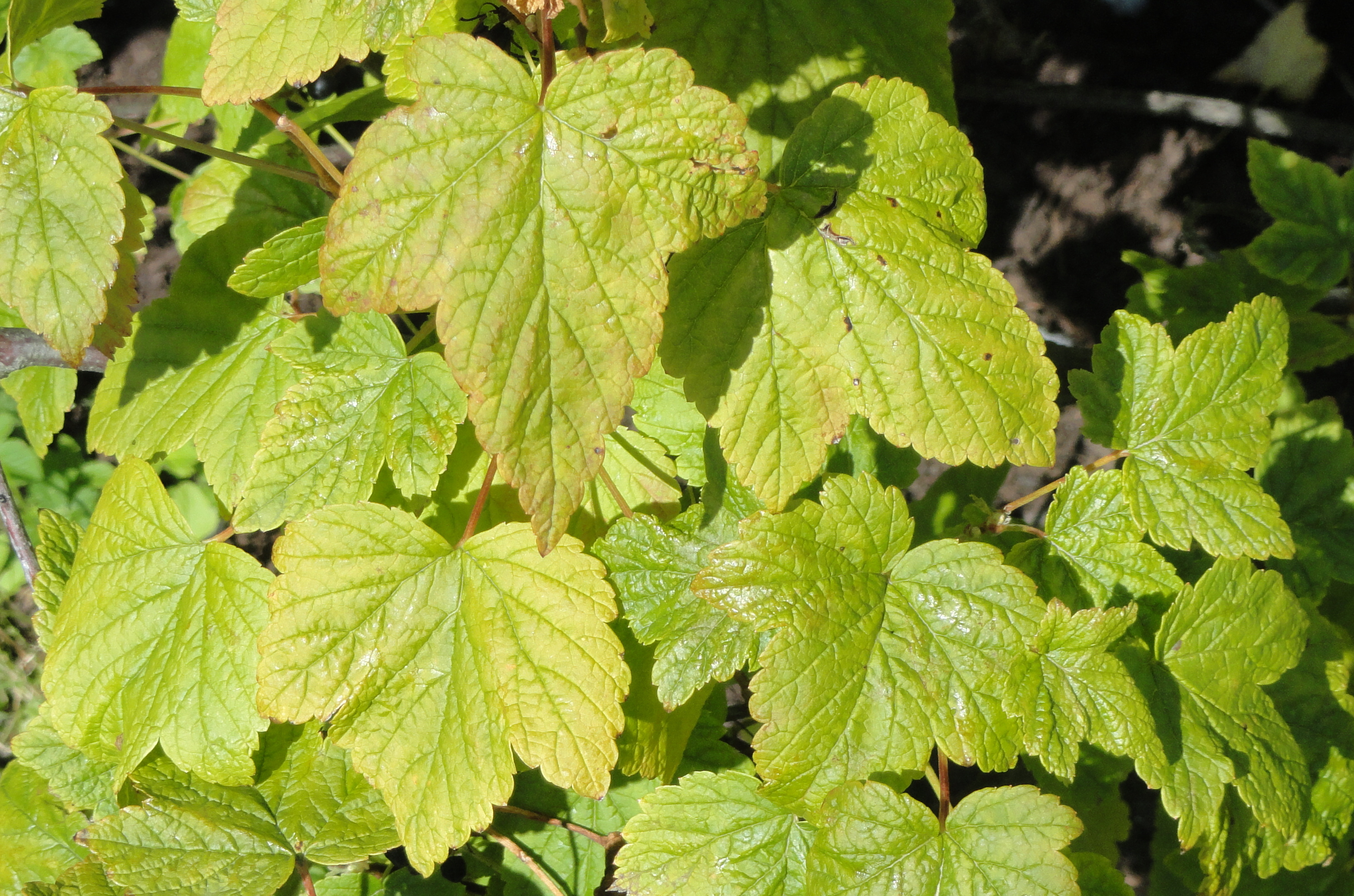